# 香取郡市
香取郡市（かとりぐんし）は、千葉県北東部に位置する香取市および香取郡（多古町、神崎町、東庄町）の1市3町を指す総称。千葉県北東部に位置し、東京都心からの距離は約50km～70km、千葉市からは約30km～50km。1市3町は香取広域市町村圏事務組合を構成している。
地域の歴史については香取郡および各市町の項目も参照。
なお海匝地域と合わせて、「香取・海匝地域」と称されることもある。

## リンク
- 香取地域振興事務所
- 香取広域市町村圏事務組合 - ウェイバックマシン（2011年6月15日アーカイブ分）